# Опытов, Евгений Юрьевич
Евгений Юрьевич Опытов (род. 29 декабря 1971 года) — советский, российский и канадский игрок в хоккей с мячом, нападающий, мастер спорта России международного класса (1994).

## Карьера

### Клубная
Начал играть в хоккей с мячом в 1981 году в Свердловске в детской команде «Уралхиммаша».
С 1986 по 1989 год был игроком «Уралхиммаша», представляющего первую лигу чемпионата СССР.
23 сентября 1988 года в матче с кемеровским «Кузбассом» забил свой первый мяч в официальных играх за свердловский СКА, выступая за команду в играх группового этапа Кубка СССР.
В 1989 году призывается на срочную военную службу и переходит в СКА (Свердловск), за который выступает до 1994 года, побеждая в чемпионате России в сезоне 1993/94. В победном сезоне отметился 51 забитым мячом, составив в линии нападения СКА основную ударную силу с Александром Ямцовым, ставшим лучшим бомбардиром чемпионата России (65 мячей).
В 1994 году уезжает в Швецию, где четыре сезона играет за клуб «Але-Сурте» в Дивизионе 1. В связи с банкротством «Але-Сурте», переезжает в Норвегию, где играет за «Стабек».
В 2001 году завершает игровую карьеру и уезжает в Канаду на ПМЖ.

### Сборная России
В 1993—1996 годах привлекался в сборную России, в составе которой в 1993 году становится серебряным призёром чемпионата мира.

### Сборная Канады
Проживая в Виннипеге, где группой энтузиастов культивируется хоккей с мячом, из которых и формируется сборная Канады, получает приглашение играть за сборную этой страны. В 2009 году возобновляет игровую карьеру в «Стабеке», в следующем сезоне перейдя в «Хёвик», и выступает за сборную Канады на чемпионатах мира 2010, 2011, 2012 годов.

## Достижения
СКА (Екатеринбург)
 Чемпион России: 1993/94 

 Серебряный призёр чемпионата СНГ: 1991/92 

 Бронзовый призёр чемпионата СССР: 1989/90 

 Финалист Кубка России: 1995 

 Финалист Кубка европейских чемпионов: 1994 

 Победитель Спартакиады народов СССР: 1990 (в составе сборной Свердловской области) 

 Бронзовый призёр Спартакиады народов РСФСР: 1989 (в составе сборной Свердловской области) 

 Чемпион СССР среди юниоров: 1989 

 Чемпион России по мини-хоккею: 1993 

 Финалист Кубка мира по ринк-бенди: 1991
«Стабек»
 Чемпион Норвегии (3): 1998/99, 1999/2000, 2000/01
Сборная СССР/СНГ/России
 Серебряный призёр чемпионата мира: 1993 

 Серебряный призёр чемпионата мира среди молодёжных команд: 1992 

 Серебряный призёр чемпионата мира среди юниоров: 1990 

 Чемпион мира по ринк-бенди: 1994
Личные
- В списке 22-х лучших игроков сезона (2): 1993, 1994
- Игрок года в Норвегии (2): 1999, 2000
- Лучший нападающий Спартакиады народов СССР: 1990
- Лучший бомбардир Спартакиады народов РСФСР: 1989

## Статистика выступлений

### В чемпионатах СССР, СНГ, России
| Сезон     | Клуб                                | И   | Г   | П | О   | Ш   |
| --------- | ----------------------------------- | --- | --- | - | --- | --- |
| 1988/1989 | СКА (Свердловск)                    | 2   | 0   | 0 | 0   | 0   |
| 1989/1990 | СКА (Свердловск)                    | 25  | 12  | 0 | 12  | 15  |
| 1990/1991 | СКА (Свердловск)                    | 24  | 15  | 0 | 15  | 0   |
| 1991/1992 | СКА-Изолитэлектромаш (Екатеринбург) | 23  | 33  | 0 | 33  | 40  |
| 1992/1993 | СКА-Изолитэлектромаш (Екатеринбург) | 25  | 34  | 0 | 34  | 50  |
| 1993/1994 | СКА-Зенит (Екатеринбург)            | 29  | 51  | 0 | 51  | 75  |
| Всего     | 6 чемпионатов                       | 128 | 145 | 0 | 145 | 180 |

Примечание: Статистика голевых передач ведется с сезона 1999/2000
В чемпионатах СССР, СНГ, России забивал мячи в ворота 22 команд
```
 1.СКА-Нефтяник     = 14 мячей 11-12.Уральский трубник =  6
 2.Саяны            = 13       13-14.Зоркий            =  5
 3.Сибсельмаш       = 12       13-14.Восток            =  5
 4-7.Североникель   = 10       15-16.Юность Ом.        =  4
 4-7.Динамо А-А     = 10       15-16.Агрохим           =  4
 4-7.Енисей         = 10       17-19.Водник            =  3
 4-7.Родина         = 10       17-19.Строитель С.      =  3
 8-9.Байкал-Энергия =  8       17-19.Шахтёр Л-К        =  3
 8-9.Маяк           =  8       20.Старт                =  2
10.Кузбасс          =  7       21-22.Волга             =  1
11-12.Динамо М      =  6       21-22.Вымпел            =  1
```

В чемпионатах СССР, СНГ, России количество мячей в играх
по 1 мячу забивал в 34 играх

по 2 мяча забивал в 19 играх

по 3 мяча забивал в 19 играх

по 4 мяча забивал в 2 играх

по 6 мячей забивал в 1 игре

Свои 145 мячей забросил в 75 играх, в 53 играх мячей не забивал.

### В кубках СССР, СНГ, России
| Сезон     | Клуб                                | И  | Г  | П | О  | Ш  |
| --------- | ----------------------------------- | -- | -- | - | -- | -- |
| 1988/1989 | СКА (Свердловск)                    | 4  | 1  | 0 | 1  | 0  |
| 1989/1990 | СКА (Свердловск)                    | 7  | 2  | 0 | 2  | 0  |
| 1990/1991 | СКА (Свердловск)                    | 11 | 6  | 0 | 6  | 10 |
| 1991/1992 | СКА-Изолитэлектромаш (Екатеринбург) | 7  | 5  | 0 | 5  | 20 |
| 1992/1993 | СКА-Изолитэлектромаш (Екатеринбург) | 11 | 17 | 0 | 17 | 25 |
| 1993/1994 | СКА-Зенит (Екатеринбург)            | 5  | 7  | 0 | 7  | 0  |
| 1994/1995 | СКА-Зенит (Екатеринбург)            | 5  | 7  | 0 | 7  | 10 |
| Всего     | 7 кубков                            | 50 | 45 | 0 | 45 | 65 |

Примечание: Статистика голевых передач ведется с сезона 1999/2000

### Комментарии
1. ↑  Количество игр и голов за клуб(ы) в высшем дивизионе чемпионатов СССР/СНГ/России